# Sophisti-pop
Sophisti-pop (sofistikovaný či elegantní pop) je hudební žánr, který popisuje rádiově-orientovanou jemnou popovou hudbu s jazzovými a soulovými prvky. Sophisti-pop se objevil na přelomu osmdesátých let; mezi typické hudební nástroje patří syntetizér (rozmach syntetizérů nastal v 80. letech minulého století). Sophisti-pop může obsahovat rovněž elementy smooth jazzu (saxofonová sóla), bílého soulu a nové vlny. Sophisti-pop je ideální pro adult contemporary a quiet storm rádia (černošská a bílá rádia).
Žánr byl v minulosti několikrát terčem kritiky britského časopisu Melody Maker. Nejvíce si žánr "podávali" David Stubbs a Simon Reynolds.
Mezi některé sophisti-pop autory patří Simply Red, Sade, The Style Council, Everything But the Girl, Basia, Swing Out Sister a Prefab Sprout.

## Seznam některých umělců
| - ABC - Basia - Rhian Benson - The Blow Monkeys - The Blue Nile - David Bowie - Breathe - The Christians - Curiosity Killed the Cat - Danny Wilson - The Dolphin Brothers - Double - Everything but the Girl - Joe Jackson - Johnny Hates Jazz |  | - Laid Back - Level 42 - Matt Bianco - Alison Moyet - The Philosopher Kings - Chris Rea - Sade - Sa-Fire - Simply Red - Spandau Ballet - Steely Dan - Sting - The Style Council - Swing Out Sister - Waterfront |